# Облога Саламіна
Облога Саламіна — облога Деметрієм Поліоркетом міста Саламін на Кіпрі у 306 р. до н. е., котра належить до однієї з війн діадохів за владу в державі Александра Македонського.
У 308 р. до н. е. вибухнула чергова війна між полководцями Александра, в якій Антигон Одноокий боровся з коаліцією у складі Кассандра, Лісімаха, Селевка та Птолемея. Останній тримав під контролем острів Кіпр, що відігравав критично важливу роль для флоту цього єгипетського володаря — його сатрапія була позбавлена лісів, а Фінікія з 315 р. до н. е. (із невеликою перервою в 312/311 р. до н. е.) знаходилась в руках Антигона. Впоравшись із вторгненням Птолемея до Греції, Антигон у 306 р. до н. е. завдав удар по Кіпру, виславши туди свого сина Деметрія з 15 тисячами піхотинців та 400 вершниками. Під прикриттям 118 бойових кораблів він переправився на північно-східне узбережжя острова та, захопивши кілька розташованих тут міст, рушив прямо до центру птолемеївської влади на Кіпрі — Саламіну (східне узбережжя).
Під Саламіном на підхід Антигоніда чекав брат Птолемея Менелай, військо якого не набагато поступалось супротивнику — 12 тисяч піхоти та 800 вершників. У наступній битві єгиптяни не витримали та побігли до міста, близько тисячі з них загинуло, а ще три тисячі потрапило у полон. Солдати Деметрія ледь не увірвались до самого Саламіну, проте відступаючим все-таки вдалось закрити ворота.
Втім, враховуючи розмір армії Менелая, місто виявилось осадженим дуже великою залогою, крім того, воно мало на стінах численні метальні машини, а в гавані стояли 60 кораблів, котрі унеможливлювали прорив сюди. До того ж обложені одразу послали звістку в Александрію до Птолемея, просячи про допомогу. Бажаючи захопити Саламін до прибуття підкріплень з Єгипту, Деметрій повів активні приготування до штурма. Споруджувались численні осадні машини, і в тому числі геліполіда («Та, що бере міста») — гігантська квадратна башта висотою майже півсотні метрів та шириною по кожній зі сторін близько двох десятків метрів, котра рухалась на чотирьох котках діаметром понад 4 метри. На дев'яти поверхах розмістили безліч метальних машин, найбільші з яких кидали каміння вагою у півтори сотні кілограм. Обабіч від башти під навісами рухались з'єднані з нею тарани.
Осадні машини присунули до стін, град каміння та стріл зносив із них захисників, проте ті також встановили різноманітні пристрої та щосили шкодили атакуючим. За кілька днів з обох боків загинуло чимало вояків, аж нарешті тарани змогли пробити стіну. У проломі закипів важкий бій, котрий тривав до самої ночі — захисники змогли встояти. Вночі їм якось вдалось підтягнути до машин багато сухої деревини та підпалити її стрілами. У підсумку вогонь знищив більшість наготованих Деметрієм пристроїв, і в тому числі геліполіду, разом з якою загинуло багато людей (обслуга башти включала дві сотні вояків).
Тим часом Птолемей прибув з Єгипту до південно-західного узбережжя Кіпра. Звідси він рушив на виручку Саламіну, розраховуючи взяти противника між двох вогнів. Втім, у наступній морській битві Деметрій здобув повну перемогу, й до того ж зміг полонити більшість привезених єгиптянами підкріплень, котрі Птолемей самовпевнено віз транспортними судами услід за бойовими.
Катастрофа в морській битві призвела до капітуляції саламінської армії. Менелая та сина Птолемея Леонтиска переможець великодушно відпустив. Більшість же солдат кіпрської армії перейшла на службу до Деметрія.